# Miroslav Ilić (Bilje)
Miroslav Ilić (Benkovac, 17. lipnja 1954.), pjesnik, kantautor, enigmat. 
Od rane mladosti živi u Bilju. Osnovnu školu završio je u Bilju i Dardi, a srednju građevinsku školu (GŠC) i stenodaktilografski tečaj u Osijeku. Radio je kao armirač u osječkoj "Gradnji", a kasnije je otišao u mirovinu.
Poezijom se ozbiljnije bavi od 1974. godine, kad je objavio prvu pjesmu u beogradskom listu "Čik". Pjesme je objavljivao u časopisima: "Revija"  (Osijek), "Traženja" (Požega), zbornicima "Mladost u pjesmi i srcu" i "Vapaj današnjeg vremena" (oba Beli Manastir), novinama "Glas Slavonije" (Osijek), "Građevinar" (Osijek) i "Baranjska reč" (Beli Manastir). 
U ožujku 1978. njegova pjesma "Između neba i zemlje" izabrana je za "pjesmu tjedna" u beogradskom listu "Reporter". Pjesme je recitirao na radijima Osijek i Beli Manastir. Okušava se i kao kantautor pišući glazbu za svoje pjesme, koje izvodi prateći se na gitari. Nastupao je na radijima Beli Manastir i Teslić. Smišlja i aforizme. Dvaput je osvojio prvo mjesto na natjecanjima u "Večernjem listu" (Zagreb; 16. listopada 1988. i 1. listopada 1989). Objavljivao je i enigmatske sastave (križaljke i sitne zagonetke) u listovima: "Građevinar" (Osijek), "Jelen" (Beograd), "Politikin zabavnik" (Beograd), "Zagonetka" (Zvornik), "Slova do krova" (Osijek), "Kvizorama" (Zagreb) te u "Biltenu ED dr Đorđe Natošević" (Sombor). 